# مانويلا مدينا
مانويلا مدينا (1780 - 1822) كانت بطلة قومية قاتلت في طليعة المقاتلين خلال حرب الاستقلال المكسيكية. كانت أمريكية أصلية من تيكسكوكو.
قاتلت مع خوسيه ماريا موريلوس ولم تكن مجرد جندي في الجيش بل كانت ضابطة. كانت أول نقيب لقوات المتمردين يقود قواتها إلى نيران الملكيين ونجحت في مواجهة الجنود الملكيين. كانت آخر معاركها السبع في أوائل عام 1821 حيث أصيبت مرتين. توفيت في النهاية متأثرة بهذه الجروح في عام 1822. تم ذكرها في كتب المدارس الابتدائية المكسيكية الصادرة عن أمانة التعليم باعتبارها بطلة في حركة الاستقلال.